# (72647) 2001 FO42
(72647) 2001 FO42 – planetoida z pasa głównego asteroid okrążająca Słońce w ciągu 5,47 lat w średniej odległości 3,1 j.a. Odkryta 18 marca 2001 roku.